# 埃氏偽大眼鮋
埃氏偽大眼鮋，為輻鰭魚綱鮋形目鮋亞目鮋科的其中一種，為深海魚類，分布於東南太平洋Salay Gomez海脊，棲息深度630公尺，體長可達13.3公分，棲息在底中層水域，生活習性不明。

## 扩展阅读
維基物種上的相關：埃氏偽大眼鮋